# Mytilina lobata
Mytilina lobata is een raderdiertjessoort uit de familie Mytilinidae. De wetenschappelijke naam van deze soort is voor het eerst geldig gepubliceerd in 1996 door Pourriot.